# Jacob Rinne
Jacob Karl Anders Rinne (født 20. juni 1993) er en svensk fodboldspiller, der spiller som målmand for AaB og Sveriges fodboldlandshold.

## Klubkarriere

### Tidlige karriere
Rinne skiftede i 2010 til Division 1-klubben BK Forward på tredje liganiveau fra 6. divisionsklubben Laxå IF. I januar 2013 var han til et tougers prøvetræning i Premier League-klubben Everton. Den 30. maj 2013 skrev han under på en treethalvtårig kontrakt med Örebro SK og blev samtidig lånt tilbage til BK Forward for den resterende del af 2013.

### Örebro SK
Rinne fik sin professionelle debut for Örebro SK i den første runde af Allsvenskan 2014 den 30. marts 2014, da han erstattede Oscar Jansson i pausen i en 2-1-sejr over Halmstads BK. Han kom atter på banen igen i pausen den 8. maj, idet han blev skiftet ind i stedet for en skadet Jansson og holdt rent mål i den resterende del af kampen i en 0-0-kamp mod Falkenbergs FF. Første gang i startstillingen for Örebro SK kom tre dage senere, hvor han lukkede to mål ind i et 2-1-nederlag til IFK Göteborg. Han spillede også anden runde af Svenska Cupen 2014–15, som Örebro SK vandt med 2-0 over Eskilstuna City FK.

### K.A.A. Gent
To dage efter, at K.A.A. Gent havde solgt den daværende førstemålmand Matz Sels til Newcastle United FC, blev det den 1. juli 2016 offentliggjort, at klubben havde hentet Rinne i Örebro SK. Her skrev han under på en fireårig kontrakt.
Rinne mistede dog i starten af 2017-18-sæsonen positionen som førstemålmand i Gent.

### AaB
24-årige Rinne skiftede den 17. august 2017 til den danske klub AaB i Superligaen. Her skrev Rinne under på en femårig aftale, således parterne har papir på hinanden frem til 30. juni 2022. Han blev tildelt nummer 40.
Efterfølgende fik han tildelt nummer 1 efter Nicolai Larsen blev solgt til FC Nordsjælland
Han blev allerede udtaget første gang til en Superligakamp samme dag til kampen dagen efter skiftet mod AC Horsens.

## Landsholdskarriere
Rinne fik debut for Sveriges fodboldlandshold under januarturneringen i Abu Dhabi i 2016. Han kom ind i det 62. minut i en kamp mod Finlands fodboldlandshold.